# GMA Network (televizní stanice)
GMA Network (Global Media Arts nebo jednoduše GMA) je filipínská televizní stanice založená 29. října 1961 jako RBS TV Channel 7. Stanici vlastní společnost GMA Network Inc. a také se nazývá Kapuso Network. Nachází se v budově GMA Network Center v Quezon City.